# لانتانا صفصافية الأوراق
لانتانا صفصافية الأوراق أو حشف أو زبيب أصفر (الاسم العلمي: Lantana salicifolia) هي نوع نباتي يتبع جنس اللانتانا من فصيلة اللويزية.